# Salvatore Puccio
Salvatore Puccio (Menfi, 31 agosto 1989) è un ciclista su strada italiano che corre per il team Ineos Grenadiers. Si è aggiudicato il Giro delle Fiandre Under-23 2011, ed è professionista dal 2012, svolgendo soprattutto ruoli di gregario.

## Carriera
Nativo della Sicilia, Puccio comincia a gareggiare in bicicletta a otto anni con i colori dell'UV Menfi, ottenendo diverse vittorie tra i giovanissimi. Nel 2002 si trasferisce con la famiglia a Petrignano di Assisi, in Umbria. Dopo aver corso e ottenuto alcuni successi da esordiente di secondo anno con l'UC Bastia, nel 2004 inizia l'esperienza con la maglia dell'UC Petrignano, squadra con cui, da allievo e junior, ottiene oltre 20 vittorie.
Nel 2008 passa tra gli Under-23 con la toscana Bedogni-Grassi-Natalini, dove milita per tre anni, conquistando una vittoria, alla Coppa del Grano 2009, e diversi piazzamenti. Nel 2011 approda ad un'altra squadra toscana, il Team Hopplà: in quella stagione vince cinque gare, tra cui due in maglia azzurra, il Giro delle Fiandre e la terza tappa del Toscana-Terra di ciclismo, entrambe corse valide per la Coppa delle Nazioni UCI.
Dopo aver già raggiunto un preaccordo nel giugno 2011, ottiene il primo contratto da professionista all'inizio del 2012, firmando per il team britannico Sky. Il 5 maggio 2013, alla conclusione della cronometro a squadre del Giro d'Italia svoltasi nell'Isola d'Ischia e vinta dal suo team, grazie ai migliori piazzamenti ottenuti indossa la prestigiosa maglia rosa; mantiene il primato per un solo giorno.
Nelle stagioni seguenti partecipa più volte al Giro d'Italia e alla Vuelta a España, cogliendo anche un secondo posto nella tappa di Alto Campoo alla Vuelta a España 2015. Nel 2016 si piazza secondo nella frazione della Tirreno-Adriatico con arrivo a Foligno, mentre nel 2017 viene convocato in Nazionale come titolare per i campionati del mondo di Bergen.

## Palmarès
- 2007 (Juniores)

2ª tappa Giro della Toscana  (Vada > Rosignano)
- 2009 (Bedogni-Grassi-Natalini-Praga Under-23, una vittoria)

Coppa del Grano
- 2011 (Team Hopplà-Truck Italia-Mavo-Valdarno Project Under-23, cinque vittorie)

Trofeo delle Colline Chiantigiane
Giro delle Fiandre Under-23
3ª tappa Toscana-Terra di ciclismo (Lucca > Montecatini Terme)
Trofeo Adolfo Leoni
Firenze-Viareggio

### Altri successi
- 2007 (Juniores)

Classifica a punti Giro della Toscana
- 2013 (Sky Procycling)

2ª tappa Giro d'Italia  (Ischia > Forio, cronosquadre)
- 2016 (Team Sky)

1ª tappa Vuelta a España (Ourense Termal/Balneario de Laias > Parque Náutico Castrelo de Miño, cronosquadre)

## Piazzamenti

### Grandi Giri
- Giro d'Italia

2013: 73º
2014: 98º
2015: 68º
2017: 86º
2018: 64º
2019: 86º
2020: 56º
2021: 94º
2022: 85º
2023: 72º
- Vuelta a España

2013: non partito (20ª tappa)
2015: 77º
2016: 121º
2017: 78º
2018: 96º
2019: 89º
2021: 98º

### Classiche monumento
- Milano-Sanremo

2012: ritirato
2013: 42º
2014: 12º
2015: ritirato
2016: 60º
2017: 97º
2018: 90º
2019: 112º
2020: 61º
2021: 93º
2024: ritirato
- Giro delle Fiandre

2013: ritirato
2014: 65º
2015: ritirato
2016: 82º
2017: ritirato
- Parigi-Roubaix

2013: ritirato
2014: 112º
2015: ritirato
2016: 33º
- Liegi-Bastogne-Liegi

2012: 108º
2016: 82º
2019: 80º
- Giro di Lombardia

2012: ritirato
2013: ritirato
2017: ritirato
2019: ritirato
2020: ritirato
2023: ritirato

### Competizioni mondiali
- Campionati del mondo

Ponferrada 2014 - Cronosquadre: 4º
Richmond 2015 - Cronosquadre: 9º
Bergen 2017 - In linea Elite: 88º
Yorkshire 2019 - In linea Elite: ritirato

### Competizioni europee
- Campionati europee

Herning 2017 - In linea Elite: 86º
Glasgow 2018 - In linea Elite: 42º
Alkmaar 2019 - In linea Elite: ritirato